# Marvel’s Cloak & Dagger
Marvel’s Cloak & Dagger, auch Cloak & Dagger genannt, ist eine US-amerikanische Fernsehserie, die auf den Figuren Cloak und Dagger von Marvel basiert und im Marvel Cinematic Universe (MCU) spielt. Die US-Erstausstrahlung fand von Juni 2018 bis Mai 2019 auf dem Fernsehsender Freeform statt. Im deutschsprachigen Raum sicherte sich Amazon die Rechte an der Serie und veröffentlichte sie über Prime Video.

## Produktion
Auf der San Diego Comic-Con International 2011 wurde angekündigt, dass sich eine Serie über die Marvel-Helden Cloak & Dagger in Entwicklung befinde. Die Serie sollte dabei auf dem Sender ABC Family (später Freeform) ausgestrahlt und der Handlungsort von New York aus den Comics nach New Orleans verlegt werden. Wenig später wurde Joe Pokaski als Showrunner der Serie verpflichtet.

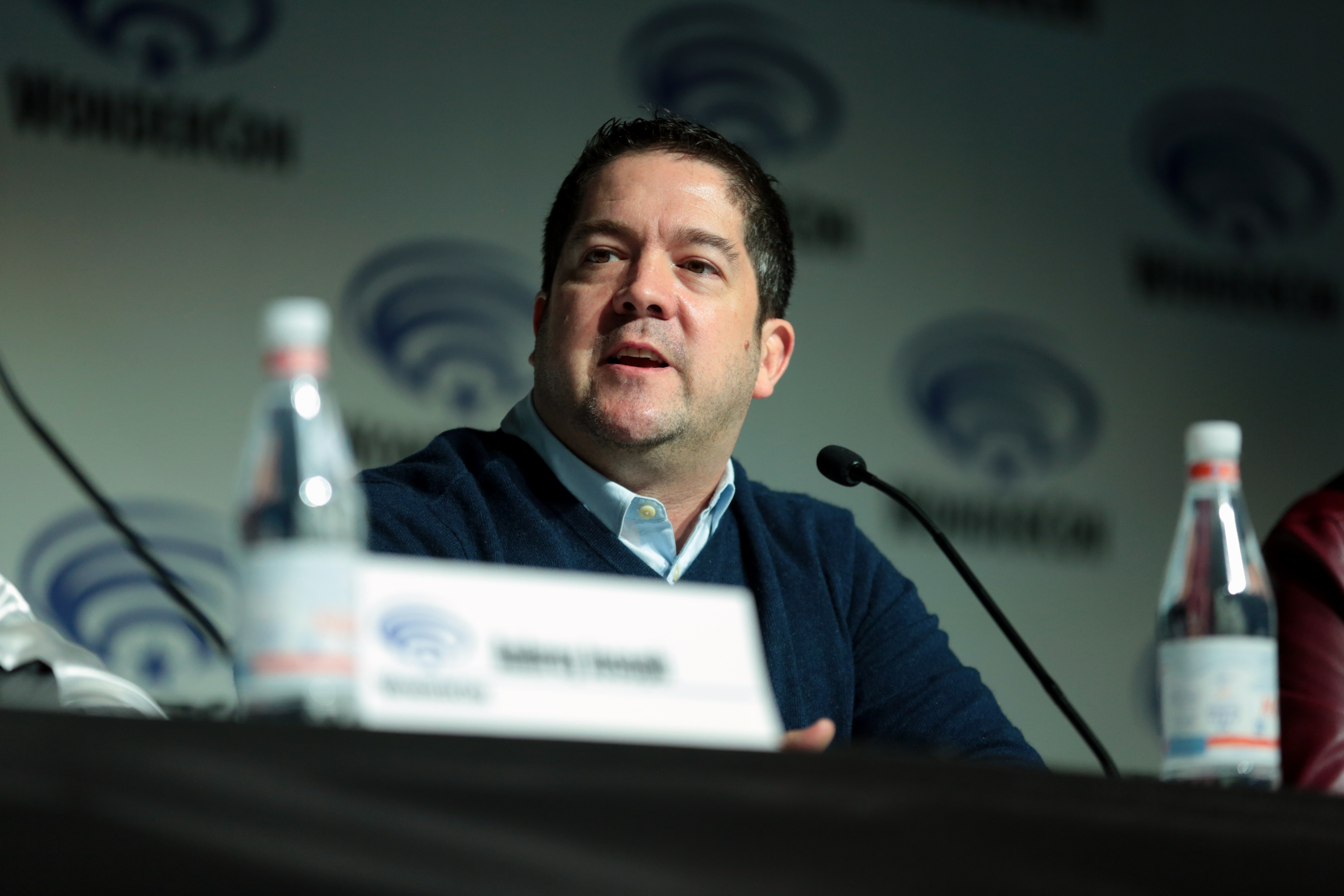
Joe Pokaski (2018)

Ende Januar 2017 wurden Olivia Holt und Aubrey Joseph in den titelgebenden Hauptrollen gecastet. Pokaski meinte hierzu, ihm seien die beiden Figuren schon in den Comics aufgefallen. Als dann Olivia und Aubrey für die Rollen vorlasen, war es, als würden ihre Charaktere aus den Seiten springen. Marvel und er seien sehr aufgeregt zu sehen, was diese jungen und talentierten Schauspieler ins Marvel Cinematic Universe bringen werden. Holt und Joseph würden den Kern der Figuren treffen, und Pokaski sei stolz, sie dem Publikum präsentieren zu dürfen.
Im Februar 2017 verkündete Freeform, dass Andrea Roth, Gloria Reuben, J. D. Evermore, Miles Mussenden, Carl Lundstedt und James Saito in Nebenrollen zu sehen sein würden. Während Mussendens Figur als Michael Johnson angekündigt, später jedoch in Otis Johnson umbenannt wurde, kommt die von Saito verkörperte Figur des Dr. Bernard Sanjo in der Serie nicht vor. Zusätzlich verkündete Emma Lahana im Januar 2018, dass sie Teil der Serie sei.
Die Dreharbeiten der Pilotfolge begannen am 8. Februar 2017 in New Orleans und wurden am 24. Februar beendet. Zu dieser Episode wurde am 19. April 2017 ein erster Trailer veröffentlicht. Die restlichen Folgen der ersten Staffel wurden von Juli bis November 2017 gefilmt. Insgesamt erfolgten Aufnahmen an 82 Drehtagen, für die ein Budget von 42 Millionen US-Dollar zur Verfügung stand, von denen allein 11,2 Millionen direkt an den Bundesstaat Louisiana flossen. Unter anderem wurde an vielen realen Schauplätzen gedreht. So wurde beispielsweise die St. Theresa of Avila Church durch Aufnahmen von drei kleineren Kirchen nachgestellt. Die Dunkle-Energie-Effekte von Tyrone sind allesamt computeranimiert, wobei man die Bewegung der einzelnen Partikel physikalisch korrekt unter Beachtung von Gravitation und Wind darstellen wollte. Im Gegensatz dazu verwendete man bei Tandys Dolchen und „Lichtbomben“ mit LEDs ausgestattete Attrappen als Vorlage, die später digital bearbeitet wurden. Knapp zweieinhalb Monate vor der geplanten Veröffentlichung, am 20. März 2018, erschien ein weiterer Trailer zur gesamten Staffel.
Die 10-teilige erste Staffel wurde vom 7. Juni bis zum 2. August 2018 auf Freeform ausgestrahlt. Laut offiziellen Angaben sahen innerhalb der ersten drei Tage 7,3 Millionen Zuschauer die Serienpremiere, was einen Rekord für Freeform darstellte. Im deutschsprachigen Raum wurden die einzelnen Folgen der ersten Staffel vom 8. Juni bis zum 3. August 2018 auf Prime Video veröffentlicht.
Im Juli 2018 verlängerte Freeform die Serie vorzeitig um eine zweite Staffel, die ebenfalls zehn Folgen umfasst. Zudem erklärte Pokaski, dass er sich zukünftige Crossovers mit anderen Marvel-Serien vorstellen könnte. Außerdem verriet er im Gespräch mit Collider, dass es konkrete Pläne für fünf Staffeln gegeben hätte. In einem Ankündigungsvideo für die zweite Staffel wurde der Schriftzug „Season 2 will be Mayhem“ präsentiert, welcher ein Verweis auf die von Emma Lahana gespielten Brigid O’Reilly ist, die in den Comics zur Figur Mayhem wird. Dabei sei das Aufregende für das Produktionsteam laut Pokaski gewesen, dass man in Staffel eins bereits gewusst habe, dass die als Freund beginnende O’Reilly zu Schurkin Mayhem werden würde und man sich deshalb mit ihr zurückgehalten habe. Des Weiteren ergänzte er, Mayhem sei jemand, der wir alle gerne sein würden, wenn wir uns keinen Konsequenzen stellen müssten. Niceole Levy, eine Autorin der Serie, erklärte, ein großes Thema in Staffel zwei sei Menschenhandel. Man wollte darauf aufmerksam machen, dass von diesem Problem nicht nur Frauen mit Migrationshintergrund, sondern vielen jungen Frauen in den USA ungeachtet von ihrem sozialen Status oder der ethnischen Zugehörigkeit betroffen seien und jeder Opfer davon werden könne. Pokaski äußerte sich über die zweite Staffel, sie sei viel dynamischer als die vorige. In dieser habe der Fokus der Hauptfiguren auf der Frage „Wer bin ich?“ gelegen, während sie nun „direkt ins Feuer geworfen werden“ und sich der Frage stellen müssten, wer sie sein wollen. So wurde bei Tandy ein großer Fokus auf die Beziehung zu ihrer Mutter gelegt, wofür man auch einige Kleinigkeiten an den Sets verändert hätte. Andrea Roth ergänzte, Tandy und ihre Mutter gehen zusammen zu Therapiesitzungen, um mit den Problemen aus der Vergangenheit und innerhalb ihrer Beziehung umgehen zu können. Die Beziehung zwischen den beiden sei besser, da sie ihre Schmerzen und Wunden verstehen würden.
Lahana habe in Vorbereitung auf die zweite Staffel, die körperbetonter als die erste sei, laut eigener Aussage Waffen- und Krav-Maga-Training absolviert. Die Dreharbeiten zur zweiten Staffel begannen schließlich Mitte Oktober 2018 erneut in New Orleans und endeten Ende März 2019. Ein erster Teaser für die zweite Staffel wurde am 14. Februar 2019 veröffentlicht, ein Trailer folgte fünf Tage später. Einen Monat später wurden Brooklyn McLinn, Dilshad Vadsaria und Cecilia Leal als neue Nebendarsteller angekündigt. Schließlich feierte die erste Folge der zweiten Staffel auf der WonderCon 2019 Premiere. Die Veröffentlichung begann am 4. April mit einer Doppelfolge auf Freeform und endete am 30. Mai 2019. Im deutschsprachigen Raum wurde die zweite Staffel vom 5. April bis zum 31. Mai 2019 auf Prime Video veröffentlicht. Für die Folge Die Geisel schrieb und sang Aubrey Joseph den Song Numb. Bereits im Finale der ersten Staffel sang Olivia Holt den Styx-Song Come Sail Away. Nach der Ausstrahlung des Staffelfinales bestätigte Pokaski, dass nun die Basis für eine romantische Beziehung zwischen den beiden Hauptfiguren bestünde. Außerdem böte das Ende der Staffel, in welcher die beiden gemeinsam die Stadt verlassen, die Möglichkeit, zukünftig ein Crossover mit der Serie Marvel’s Runaways zu verwirklichen, dem Pokaski nicht abgeneigt gegenüber stand.
Anfang August 2019 wurde schließlich offiziell bestätigt, dass Holt und Joseph als Tandy Bowen und Tyrone Johnson in der dritten Staffel von Marvel’s Runaways einen Auftritt haben. Am 24. Oktober 2019 wurde seitens Freeform allerdings verkündet, dass die Serie nach zwei Staffeln eingestellt wird.

## Besetzung und Synchronisation

### Hauptbesetzung
Die deutsche Synchronisation entstand unter der Dialogregie von Björn Schalla, Roman Wolko, Julia Stoepel, Hannes Maurer und Patrick Roche durch das Synchronunternehmen Film- & Fernseh-Synchron.

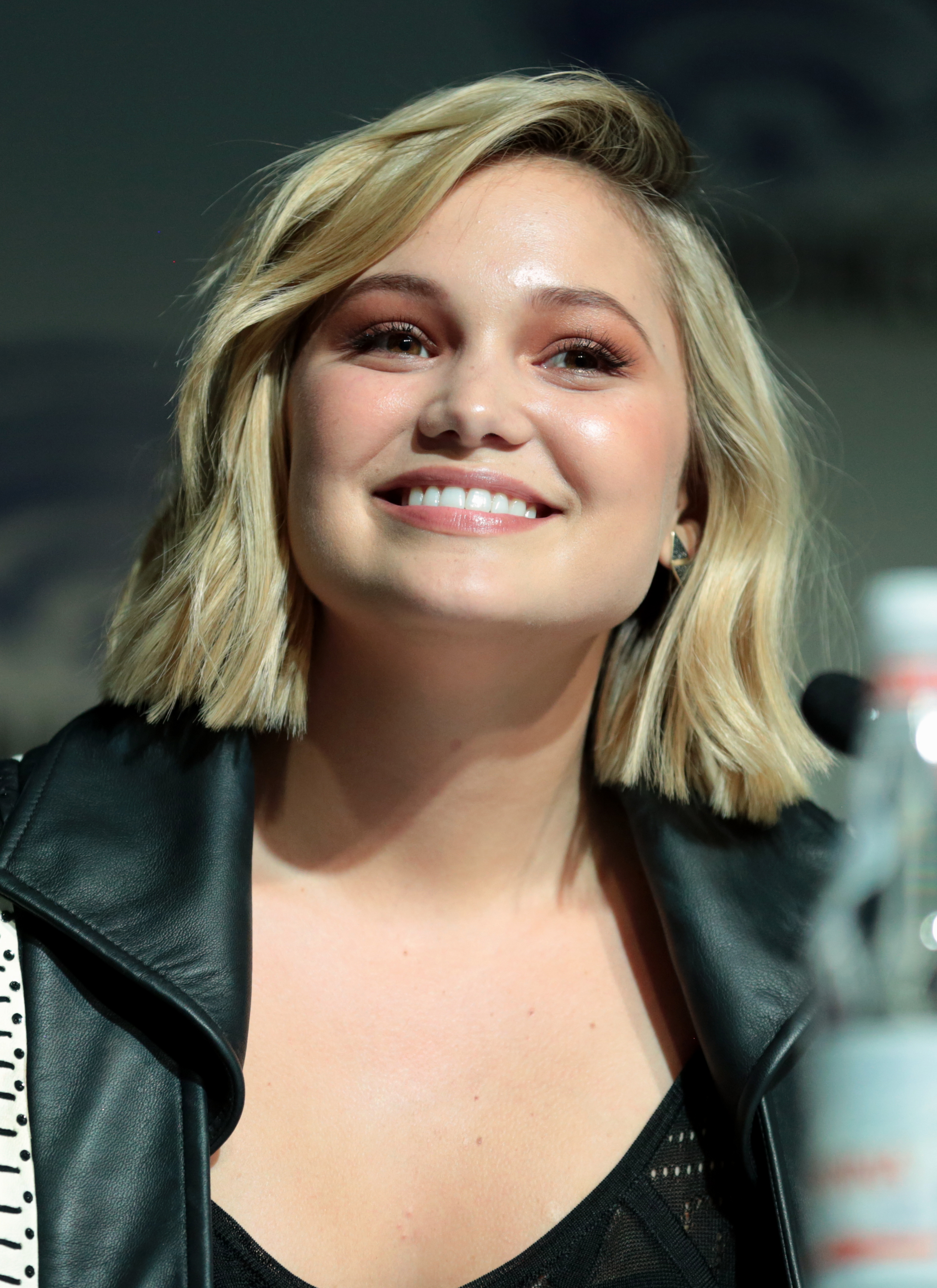
Olivia Holt spielt Tandy Bowen alias Dagger
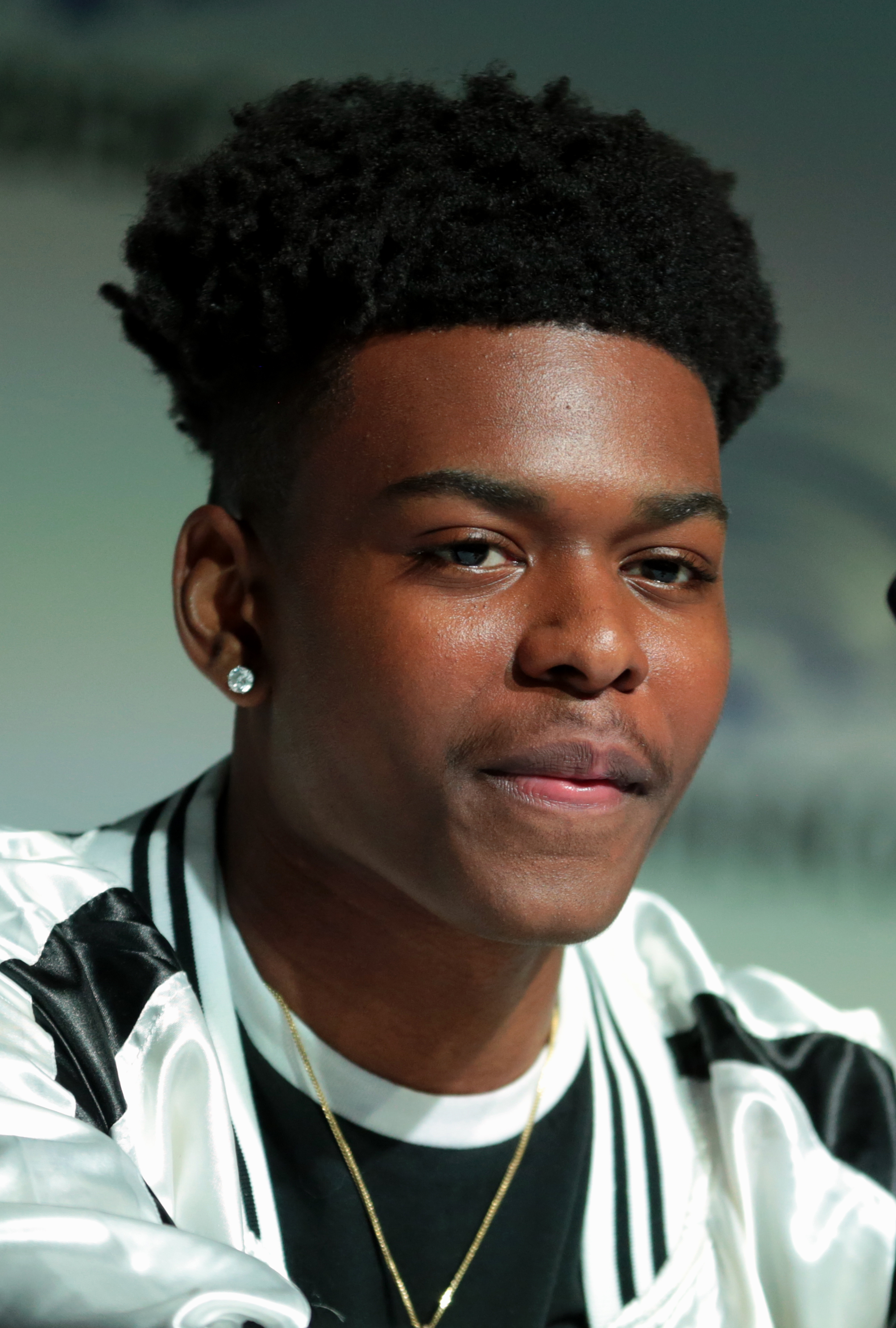
Aubrey Joseph spielt Tyrone Johnson alias Cloak
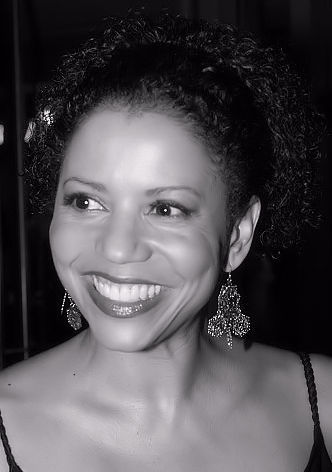
Gloria Reuben spielt Adina Johnson
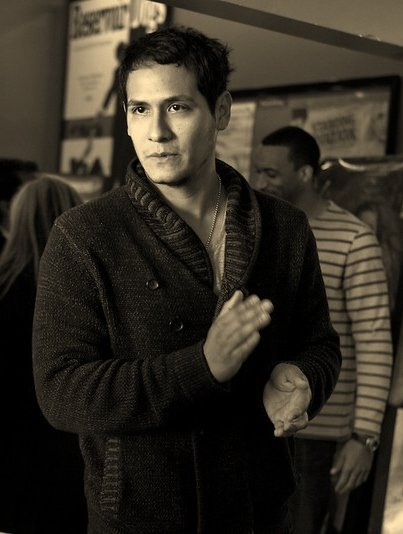
Jaime Zevallos spielt Pater Delgado

| Rollenname                         | Schauspieler    | Hauptrolle            | Nebenrolle            | Synchronsprecher                                     |
| ---------------------------------- | --------------- | --------------------- | --------------------- | ---------------------------------------------------- |
| Tandy Bowen / Dagger               | Olivia Holt     | 1.01–2.10             |                       | Olivia Büschken (Staffel 1) Lea Kalbhenn (Staffel 2) |
| Tyrone „Ty“ Johnson / Cloak        | Aubrey Joseph   | 1.01–2.10             |                       | Patrick Keller                                       |
| Adina Johnson                      | Gloria Reuben   | 1.01–2.10             |                       | Silvia Mißbach                                       |
| Melissa Bowen                      | Andrea Roth     | 1.01–2.10             |                       | Katrin Zimmermann                                    |
| Detective Brigid O’Reilly / Mayhem | Emma Lahana     | 1.02–2.10             |                       | Ann Vielhaben                                        |
| Detective James Connors            | J. D. Evermore  | 1.01–1.10, 2.04–2.10  |                       | Gerrit Hamann                                        |
| Otis Johnson                       | Miles Mussenden | 1.01–1.10             | 2.01, 2.05–2.07, 2.10 | Samuel Zekarias                                      |
| Liam Walsh                         | Carl Lundstedt  | 1.01–1.02, 1.05, 1.09 | 2.06                  | René Dawn-Claude                                     |
| Pater Francis Delgado              | Jaime Zevallos  | 1.02, 1.09–1.10       | 2.03, 2.08, 2.10      | Florian Clyde                                        |

### Nebenbesetzung
Zu den wichtigen Nebendarstellern mit Auftritten in mehr als einer Episode zählen (zugehörige Staffeln sind in Klammern angegeben):
| Ab Staffel 1: - Noëlle Renée Bercy als Evita Fusilier (1–2) - Angela M. Davis als Tante Chantelle Fusilier (1–2) - Andy Dylan als Nathan Bowen (1–2) - Ally Maki als Mina Hess (1–2) - Lane Miller als Officer Kenneth Fuchs (1–2) - Maceo Smedley als junger Tyrone Johnson (1–2) - Marqus Clae als Billy Johnson (1–2) - Wayne Péré als Peter Scarborough (1) - Dalon J. Holland als Duane Porter (1–2) - Rachel Ryals als junge Tandy Bowen (1–2) - Tim Kang als Ivan Hess (1) - Gralen Bryant Banks als Choo Choo Broussard (1–2) - Gary Weeks als Greg Pressfield (1) - Andrea Frankle als Chief Duchamp (1–2) - Luray Cooper als Big Chief Roland Duplantier (1) | Ab Staffel 2: - Dilshad Vadsaria als Avandalia „Lia“ Dewan (2) - Brooklyn McLinn als Andre Deschaine / D’Spayre (2) - Joshua J. Williams als Solomon (2) - Cecilia Leal als Mikayla Bell (2) - Jon Eyez als Edwin Dunlap (2) - John P. Fertitta als Staatssenator Asa Henderson (2) |

## Episodenliste

### Staffel 1
| Nr. (ges.) | Nr. (St.) | Deutscher Titel             | Originaltitel     | Erstausstrahlung USA | Deutschsprachige Erstveröffentlichung (D/A) | Regie                 | Drehbuch                                           | Zuschauer (USA) |
| --- | --------- | --------------------------- | ----------------- | -------------------- | ------------------------------------------- | --------------------- | -------------------------------------------------- | --------------- |
| 1 | 1         | Erwachende Kräfte           | First Light       | 7. Juni 2018         | 8. Juni 2018                                | Gina Prince-Bythewood | Joe Pokaski                                        | 0,919 Mio.      |
| Die junge Tandy Bowen ist gerade mit ihrem Vater unterwegs, als eine Bohrplattform explodiert und ihr Vater das Auto vor Schreck in den See steuert. Währenddessen stiehlt der junge Tyrone Johnson ein Autoradio und muss anschließend zusammen mit seinem großen Bruder Billy vor der Polizei flüchten. Von der Explosion erschreckt erschießt ein Polizist Billy. Dessen lebloser Körper fällt ebenfalls in den See, weshalb Tyrone hinterherspringt, um diesen zu retten. Sowohl Tandy als auch Tyrone kommen im Wasser mit einer mysteriösen Kraft in Berührung. Einige Jahre später raubt Tandy zusammen mit ihrem Freund Liam reiche Leute aus, während Tyrone Probleme in seiner Basketballmannschaft hat. Auf einer Party treffen sich die beiden und finden heraus, dass sie Superkräfte haben. Als Tandy später von einem Mann angegriffen wird, den sie einst ausgeraubt hat, kann sie ihn mit einem Dolch aus Licht niederstechen und fliehen. Tyrone kann sich hingegen mithilfe eines Mantels teleportieren und trifft so auf Detective Connors, der einst seinen Bruder erschossen hat. |           |                             |                   |                      |                                             |                       |                                                    |                 |
| 2 | 2         | Tandys Flucht               | Suicide Sprints   | 7. Juni 2018         | 8. Juni 2018                                | Alex Garcia Lopez     | Joe Pokaski                                        | 0,750 Mio.      |
| Nachdem Tyrone Detective Connors einige Zeit lang beobachtet hat, bemerkt er, dass er zu spät zu seinem Basketballtraining kommt. Aufgrund seiner Verspätung müssen Tyrones Mitspieler Extrarunden drehen, weshalb sie ihn später verprügeln. Tyrone gelingt es jedoch, sich weg zu teleportieren. Währenddessen beginnt Detective Brigid O’Reilly damit, den Fall des von Tandy niedergestochenen Mannes zu untersuchen. Aus Angst vor der Polizei vertraut sich Tandy Liam an und beide beschließen, zusammen die Stadt zu verlassen. Als Tandy jedoch entdeckt, dass ihre Mutter ihr ganzes verstecktes Geld ausgegeben hat, entschließen sie und Liam sich dazu, eine Hochzeit auszurauben. Nachdem dies erfolgreich war und sie zusammen die Stadt verlassen wollen, wird Liam von Detective O’Reilly verhaftet, während Tandy fliehen kann. Tyrone hat sich unterdessen die Waffe seiner Mutter genommen, um Connors zu erschießen. Allerdings teleportiert er genau in dem Moment, in dem er den Abzug der Waffe drückt, und feuert auf die im Auto sitzende Tandy. |           |                             |                   |                      |                                             |                       |                                                    |                 |
| 3 | 3         | Voodoo-Zauber               | Stained Glass     | 14. Juni 2018        | 15. Juni 2018                               | Peter Hoar            | Peter Calloway Idee: Ariella Blejer & Dawn Kamoche | 0,548 Mio.      |
| Nachdem Tyrone versehentlich auf Tandy geschossen hat, kehrt diese zum Haus ihrer Mutter zurück. Dort wird sie von O’Reilly, die durch ihre Ermittlungen Tandy mittlerweile in der Opferrolle sieht, aufgesucht. Greg, ein Anwalt und der Freund von Tandys Mutter, verhindert allerdings, dass O’Reilly mit der sich versteckenden Tandy sprechen kann, obwohl O’Reilly dieser nur helfen möchte. Daraufhin flieht Tandy und schläft in einem Bus ein. Tyrone wurde unterdessen von seiner Mitschülerin Evita zu einer spirituellen Führung eingeladen, da diese mitbekommen hat, dass er denkt, er sei verflucht. Schließlich überredet Evita ihn, ein spirituelles Bad zu nehmen. In diesem hat Tyrone Visionen von der jungen Tandy, während Tandy in ihrem Schlaf Visionen vom jungen Tyrone hat. Connors trifft sich währenddessen mit O’Reilly und entzieht dieser Tandys Fall. Nachdem Tandy wieder erwacht ist, trifft sie sich mit O’Reilly und erzählt ihr die ganze Geschichte. Tyrone erkennt hingegen, dass er Gefühle für Evita hegt. Später überrascht Tyrone Tandy in ihrem Unterschlupf in der Kirche und sagt, er wolle mit ihr reden. |           |                             |                   |                      |                                             |                       |                                                    |                 |
| 4 | 4         | Angst und Hoffnung          | Call/Response     | 21. Juni 2018        | 22. Juni 2018                               | Ami Canaan Mann       | Christine Boylan & Marcus J. Guillory              | 0,606 Mio.      |
| Nachdem Tyrone und Tandy miteinander über ihr bisheriges Leben gesprochen und ihre neuen Kräfte gemeinsam ausprobiert haben, kommt es zum Streit zwischen den beiden, worauf sie sich aus dem Weg gehen. Tyrone folgt jedoch Tandys Rat und lässt es so aussehen, als ob jemand sein Fahrrad geklaut hätte, um so im Polizeirevier einen Vorwand zu haben, um an Connors zu kommen. Allerdings findet sein Vater Otis heraus, dass er einen Bolzenschneider aus der Garage geklaut hat, worauf dieser ihn zu einer Mardi-Gras-Gruppe mitnimmt. Dort findet Tyrone einen Umhang vor, den Billy einst angefangen hat, und entscheidet, diesen fertigzustellen. Tandy findet derweil heraus, dass es Greg mit ihrer Mutter wirklich ernst meint und möchte ihm daraufhin in seinem Roxxon-Fall helfen. Als Tandy eines Abends zu seinem Büro kommt, muss sie allerdings mit ansehen, wie er von einer fremden Frau erschossen und sein Büro niedergebrannt wird. Zuvor hatte sich Tandys Mutter von Greg getrennt und versucht nun vergeblich, ihn zu erreichen. Von diesen Ereignissen erschüttert, versucht Tandy Selbstmord zu begehen, wird aber von ihren Kräften gerettet. Tyrone hat sich derweil dazu entschlossen, mit Detective O’Reilly zu reden. |           |                             |                   |                      |                                             |                       |                                                    |                 |
| 5 | 5         | Alte Freunde                | Princeton Offense | 28. Juni 2018        | 29. Juni 2018                               | Ry Russo-Young        | Niceole R. Levy & Joe Pokaski                      | 0,509 Mio.      |
| Tyrone kann O’Reilly davon überzeugen, ihm bei Connors weiterzuhelfen, nachdem er ihr erzählt hat, dass Connors Drogendealer hochnimmt, um sich anschließend selber im Milieu auszubreiten. Tandy hat unterdessen mit einer falschen Identität ein Praktikum bei Roxxon erhalten, um den mysteriösen Chef des Unternehmens zu finden, der einst dafür gesorgt hat, dass nach dem Tod ihres Vaters ihrer Familie fast alles weggenommen wurde. Außerdem hat sie Tyrone erzählt, dass sie, wenn sie sich selbst in Lebensgefahr bringt, ihre Kräfte kontrollieren kann. Tyrone nimmt später an einem Basketballspiel teil, als er plötzlich in der Halbzeit auf eine Roxxon-Party teleportiert wird, auf der er auf Tandy trifft. Beide erkennen, dass Peter Scarborough der Kopf von Roxxon ist. Tandy findet mit ihren Kräften heraus, dass dieser nur an seinem eigenen Gewinn interessiert ist. Tyrone konnte sich hingegen wieder zu seinem Spiel teleportieren, trifft allerdings den letzten Wurf nicht, wodurch sein Team verliert. Nach einer Nacht mit Evita wird er plötzlich zu Duane Porter, einem ehemaligen Freund von seinem Bruder Billy, teleportiert, der nun mit Connors zusammenarbeitet. Diesem wurde zuvor von O’Reilly eine Falle gestellt, indem sie so tat, als wäre sie drogenabhängig, um so sein Vertrauen zu gewinnen. |           |                             |                   |                      |                                             |                       |                                                    |                 |
| 6 | 6         | Zurück in die Vergangenheit | Funhouse Mirrors  | 5. Juli 2018         | 6. Juli 2018                                | Jennifer Phang        | J. Holtham & Jenny Klein                           | 0,499 Mio.      |
| O’Reilly verbündet sich mit Connors, um weitere Drogendealer ausfindig zu machen. Nachdem Tyrone herausgefunden hat, dass Duane Porter mit Connors zusammenarbeitet, möchte er über diesen an den Mörder seines Bruders herankommen. Unterdessen ist Tandy zur Praktikantin von Mina Hess geworden und hofft so, an Informationen über ihren Vater zu kommen. Nachdem sie einiges in Erfahrung gebracht hat, erkennt Mina sie und haut sauer ab. Connors und O’Reilly sind derweil den Dealern von Porter auf die Schliche gekommen. Als einer von diesen einen Rucksack mit Ware verliert, beschließt Tyrone, diesen zu Porter zu bringen, um so dessen Vertrauen zu gewinnen. Porter offenbart ihm daraufhin, dass er beim Tod von Billy anwesend war. Als Connors in das Gebäude kommt, versteckt sich Tyrone und kann belauschen, wie dieser Porter aufträgt, O’Reilly umzubringen. Allerdings erschießt diese Porter beim Stürmen des Gebäudes, während Tyrone mithilfe seiner Kräfte vor Connors fliehen kann. Unterdessen hat sich Tandy wieder mit Mina versöhnt, kann aber von deren krankem Vater keine neuen Informationen über ihren Vater bekommen. Zudem hat Evita mithilfe ihrer Tante herausgefunden, dass zwischen Tyrone und Tandy eine Verbindung besteht und einer von beiden sterben muss. |           |                             |                   |                      |                                             |                       |                                                    |                 |
| 7 | 7         | Neustart                    | Lotus Eaters      | 12. Juli 2018        | 13. Juli 2018                               | Paul Edwards          | Joe Pokaski & Peter Calloway                       | 0,538 Mio.      |
| Tandy bittet Tyrone, ihr bei Ivan, dem unter Katatonie leidenden Vater von Mina, weiterzuhelfen. Zusammen gelingt es ihnen, mit ihren Kräften in Ivans Unterbewusstsein einzutauchen. Wie sie feststellen müssen, war Ivan bei der Explosion der Bohrinsel dabei und durchlebt seit nun acht Jahren diesen Moment immer wieder. Dabei hat er jegliches Zeitgefühl sowie die Erinnerung an seine Tochter verloren. Da nun auch Tandy und Tyrone in der Zeitschleife gefangen sind, erkundigen sie sich bei Ivan, wie man die Explosion verhindern könne. Dieser erklärt den beiden, dass man einige Ventile im Keller abstellen müsse. Beim Versuch Tyrones, dies zu tun, muss er feststellen, dass die anderen Mitarbeiter durch dieselbe Kraft, die ihm und Tandy ihre Kräfte gegeben hat, zu unberechenbaren Mördern, den „Besessenen“, werden. Unterdessen wird Tandy Zeuge, wie ihr toter Vater in Ivans Büro anruft. Als Tyrone Tandy auffordert, Ivans Unterbewusstsein zu verlassen, weigert sich diese, da sie innerhalb der Zeitschleife noch mit ihrem Vater reden kann. Tyrone gelingt es jedoch, Tandy von der Unechtheit des Anrufers zu überzeugen, und gemeinsam können sie Ivans Erinnerung an seine Tochter zurückholen. Nachdem dieser mit der Hilfe von Tandy und Tyrone die Ventile abstellen konnte, erwacht er im Krankenhaus, wo er von Mina in Empfang genommen wird. |           |                             |                   |                      |                                             |                       |                                                    |                 |
| 8 | 8         | Gespenstergeschichten       | Ghost Stories     | 19. Juli 2018        | 20. Juli 2018                               | Alex Garcia Lopez     | Christine Boylan & Jenny Klein                     | 0,401 Mio.      |
| Am achten Jahrestag der Explosion der Bohrinsel möchte Tandy gemeinsam mit ihrer Mutter eine kleine Trauerfeier abhalten. Dafür lädt sie auch Tyrone, dessen Familie still um Billy trauert, ein, stiehlt Tyrones Mutter dabei allerdings eine Zugangskarte. Mit dieser verschafft sie sich Zutritt zum Roxxon-Gebäude und kann dort Peter Scarborough gefangen nehmen. O’Reilly informiert Tyrone unterdessen, dass Connors ihm langsam auf die Schliche kommt. Gemeinsam mit ihr und Officer Fuchs, O’Reillys Freund, schmieden sie den Plan, von Connors ein Geständnis zu bekommen. Dafür verkleidet sich Tyrone als Billy und gibt sich gegenüber Connors als Billys Geist aus, der diesen nun heimsucht. Connors gesteht daraufhin den Mord, während O’Reilly und Fuchs Zeuge sind und alles mitfilmen. Nachdem Tandy Scarborough mit ihren Beweisen gegen Roxxon konfrontiert hat, bietet dieser ihr Geld im Gegenzug für ihr Schweigen an. Tandy lehnt jedoch ab und verlässt das Gebäude, da es ihr Ziel ist, den Namen ihres Vaters reinzuwaschen. Als Tyrone und Tandy später die Trauerfeier abhalten, berührt Melissa beide gleichzeitig, woraufhin die zwei in Melissas Erinnerung eindringen. Dort erfährt Tandy, dass ihre Mutter von ihrem Vater misshandelt wurde, woraufhin sie das Geld von Scarborough annimmt. Als O’Reilly derweil ihren Freund aufsucht, findet sie dessen Leiche in der Tiefkühltruhe vor. |           |                             |                   |                      |                                             |                       |                                                    |                 |
| 9 | 9         | Wer sind wir                | Back Breaker      | 26. Juli 2018        | 27. Juli 2018                               | Jeff Woolnough        | Niceole R. Levy & Peter Calloway                   | 0,531 Mio.      |
| Als Tyrones Eltern über die Suspendierung von Connors informiert werden, sind sie nicht begeistert, da sie Angst um Tyrone haben, der nun in die Schusslinie von Connors geraten könnte. Als Tyrone später eine Schlägerei in der Schule anfängt, versucht Pater Delgado ihn davon zu überzeugen, dass sein Kampf längst vorbei sei und er die Vergangenheit nicht ändern könne. Als es zum Kampf kommt, kann Tyrone die Ängste von Delgado sehen. Tandy hat unterdessen damit begonnen, anderen Leuten ihre Hoffnungen zu stehlen. Als sie von Mina bei einem Essen mit deren Vater ein Jobangebot bei Roxxon bekommt, stiehlt sie auch Minas Hoffnung, da Tandy auf das neue Glück von Mina und ihrem Vater neidisch ist. Später bezahlt sie die Kaution für Liam und versucht, auch ihm seine Hoffnung auf eine Hochzeit mit ihr zu stehlen, wobei sie jedoch von Tyrone gestoppt wird. Als sie diesen später zur Rede stellen möchte, unterbricht sie Evita gerade dabei, wie diese Tyrone fragen möchte, ob er einer der Auserwählten sei, die ihre Tante Chantelle als Retter von New Orleans vor Roxxon sieht. Während Tandy versucht, Evitas Hoffnung zu nehmen, erkennt diese, dass Tandy der zweite Teil des Paares ist. Inzwischen ist O’Reilly nach dem Tod von Fuchs betrunken in einer Bar auf Connors losgegangen, der sie vor den Augen anderer Polizisten zusammenschlägt und ihr Rache schwört. Später hört sie den Polizeifunk ab und erfährt so, dass Tyrone des Mordes an Fuchs verdächtigt wird, woraufhin dieser vor der Polizei fliehen muss. Tandy musste unterdessen feststellen, dass Liam mit ihrem Geld von Scarborough abgehauen ist. Als sie daraufhin zu ihrer Mutter geht, findet sie diese in den Händen der Killerin wieder, die bereits Greg getötet hat. Währenddessen wurde Mina zu einer defekten Leitung von Roxxon beordert, die kurz nach ihrem Eintreffen explodiert und die anwesenden Mitarbeiter zu Besessenen werden lässt. |           |                             |                   |                      |                                             |                       |                                                    |                 |
| 10 | 10        | Zerstörung                  | Colony Collapse   | 2. Aug. 2018         | 3. Aug. 2018                                | Wayne Yip             | Joe Pokaski                                        | 0,423 Mio.      |
| Tandy und Melissa schaffen es gemeinsam, die Killerin zu überwältigen, die danach aber fliehen kann. Als Tandy daraufhin Mina nicht erreichen kann, fährt sie zu dieser und kann sie vor einigen Besessenen retten. Mina offenbart Tandy, dass sich in der ganzen Stadt zehn Ventile befinden, die zu überhitzen und zu explodieren drohen, wodurch weitere Menschen zu Besessenen werden würden. Aus diesem Grund fahren die beiden zu Scarborough und erfahren von diesem, dass sich die Ventile nur über den Kern abschalten lassen. Auf dem Weg werden die beiden von Besessenen abgefangen, wobei Mina berührt und selber besessen wird. Tyrone, der sich immer noch auf der Flucht befindet, holt sich von der Mardi-Gras-Gruppe seines Vaters Billys Umhang, um so seine Kräfte kontrollieren zu können. Auf der Flucht vor der Polizei versucht O’Reilly ihm zu helfen, bis schließlich beide von der Polizei gestellt und aufs Revier gebracht werden. Dort offenbart Connors den beiden, dass er plane, sie umzubringen und es wie ihre Schuld aussehen zu lassen. Als jedoch einige Besessene ins Revier einbrechen und Chaos ausbricht, kann O’Reilly fliehen und Tyrone sich wegteleportieren, wobei er bei Tandy und Mina, die er mit einem Elektroschocker außer Gefecht setzen kann, landet. Tyrone und Tandy kämpfen sich bis zum Kern vor, wobei sie auch von O’Reilly Hilfe bekommen. Diese wird allerdings von Connors erschossen und in den See geworfen. Connors fängt daraufhin die beiden ab, wird allerdings von Tyrones Kräften in ihn aufgesogen. Tandy und Tyrone gelingt es gemeinsam, den Kern zu zerstören und so die Katastrophe zu verhindern. Später findet die von Roxxon beauftragte Killerin Scarborough in einem katatonischen Zustand vor, in dem Tandy ihn zurückgelassen hat. Außerdem steigt die noch lebende O’Reilly mit leuchtenden Augen aus dem See.                                                                        |           |                             |                   |                      |                                             |                       |                                                    |                 |

### Staffel 2
| Nr. (ges.) | Nr. (St.) | Deutscher Titel                | Originaltitel    | Erstausstrahlung USA | Deutschsprachige Erstveröffentlichung (D/A) | Regie             | Drehbuch                          | Zuschauer (USA) |
| --- | --------- | ------------------------------ | ---------------- | -------------------- | ------------------------------------------- | ----------------- | --------------------------------- | --------------- |
| 11 | 1         | Teufelskreise                  | Restless Energy  | 4. Apr. 2019         | 5. Apr. 2019                                | Jennifer Phang    | Joe Pokaski                       | 0,477 Mio.      |
| Rund acht Monate nach den Ereignissen mit Roxxon lebt Tandy wieder bei ihrer Mutter und besucht mit dieser eine Selbsthilfegruppe, um die Vergangenheit mit ihrem Vater zu überwinden. Dabei lernen sie auch Mikayla kennen, die offenbar Opfer von häuslicher Gewalt wurde. So verfolgt Tandy sie bis zu ihrem Haus und hinterlässt Mikaylas Freund Jeremy an der Wand die Nachricht, dass er seine Freundin in Ruhe lassen soll. Tyrone ist hingegen immer noch auf der Flucht, da man ihn weiterhin für den Mörder von Officer Fuchs hält, und lebt in der alten Kirche von Tandy. Da er sich einsam fühlt, beobachtet er seine Eltern, Evita und Tandy heimlich in ihrem Alltag und beginnt damit, Gangs die Drogen zu stehlen, damit die Süchtigen keine mehr bekommen und die Dealer kein Geld verdienen können. O’Reilly, die mittlerweile wieder im Dienst ist, ist von dieser Aktion allerdings wenig begeistert, da sie befürchtet, Tyrone könnte so einen Bandenkrieg verursachen. Doch als er trotz allen Warnungen fortfährt und Tandy ihm schließlich zu Hilfe kommen muss, kommt es zum Streit, da sich beide ihre jeweiligen Taten verschwiegen haben. Allerdings muss Tandy zu ihrem Unmut erkennen, dass ihr Eingreifen bewirkt hat, dass Mikayla erkannte, wie weich Jeremy doch im Inneren sei und dass er sie brauche. Tyrone muss hingegen realisieren, dass seine Taten tatsächlich einen Bandenkrieg verursacht haben. So versöhnt er sich mit Tandy und beide wollen bei einem Gespräch zur Vermittlung zwischen den Köpfen der Gangs Beweise für deren Kriminalität sammeln. Dabei werden jedoch alle Anwesenden von einer unbekannten Person getötet. |           |                                |                  |                      |                                             |                   |                                   |                 |
| 12 | 2         | Die Geisel                     | White Lines      | 4. Apr. 2019         | 5. Apr. 2019                                | Jeff Woolnough    | Peter Calloway & Niceole R. Levy  | 0,399 Mio.      |
| Nachdem Tandy und Tyrone die Leichen der Gangmitglieder gefunden haben, rufen sie O’Reilly zur Verstärkung, die ihnen befiehlt, zu gehen. Tandy nimmt im Anschluss an einer weiteren Gruppensitzung teil, bei der sie Mikayla auffordert, Jeremy endlich zu verlassen, woraufhin diese flieht und seitdem nicht mehr aufzufinden ist. So lernt Tandy Andre Deschaine, den Leiter der Selbsthilfeeinrichtung, kennen, der die Theorie aufstellt, Mikayla könnte in einem der Gruppe bekannten Haus Zuflucht gesucht haben. Auf dem Weg zu diesem sehen beide eine Gruppe von Leuten, die nach vermissten Kindern suchen. Andre offenbart, dass aufgrund der ärmlichen Verhältnisse, aus denen die Vermissten kommen, und ihrer Hautfarbe keine Behörde sich für sie interessieren würde. Tyrone, der ein Symbol, das einer der toten Gangmitglieder auf den Boden gezeichnet hat, erkannte, sucht unterdessen Chantelle auf, die ihm rät, zu beten, um seine Antworten zu finden. Dabei wird er für einige Augenblicke zur entführten und unter Drogen gesetzten Mikayla teleportiert. Zusammen mit Evita, die ihren Ärger darüber, dass Tyrone sie acht Monate nicht kontaktiert und ihr nichts von seinen Kräften erzählt hat, abgelegt hat, lernt er, wie er sich zusammen mit anderen Personen teleportieren kann. Als er O’Reilly aufsucht, findet er sie gefesselt vor. Sie offenbart ihm, dass Mayhem, ein selbstsichereres Abbild von ihr, dafür verantwortlich ist und die Ermittlungen zu den ermordeten Bandenmitgliedern übernommen hat. Tandy, die in die Erinnerungen der ins Krankenhaus eingelieferten Mikayla gesehen und so den Aufenthaltsort der Entführer herausgefunden hat, trifft vor Ort auf Mayhem, im Glauben es sei O’Reilly. Nachdem beide zusammen den Entführer festgenommen haben, bringt Mayhem ihn um. Tyrone und O’Reilly teleportieren sich im Anschluss gemeinsam zum Aufenthaltsort von Tandy, wo sich O’Reilly und Mayhem vor den Augen von Tyrone und Tandy gegenüber stehen. |           |                                |                  |                      |                                             |                   |                                   |                 |
| 13 | 3         | Schattenseiten                 | Shadow Selves    | 11. Apr. 2019        | 12. Apr. 2019                               | Matthew Hastings  | Kate Rorick & Marcus J. Guillory  | 0,404 Mio.      |
| Nachdem O’Reilly von Connors acht Monate zuvor in den See geworfen wurde, fasste Mayhem den Entschluss, Connors zu finden und zu töten. Als sie jedoch mit Connors’ ehemaligem Partner den letzten Anhaltspunkt umbrachte, wird sie von Pater Delgado ermutigt, sich um wichtigere Dinge zu kümmern. So beginnt Mayhem damit, nach vermissten Mädchen zu suchen. Diesen Plan offenbart sie acht Monate später auch den anwesenden Tandy, Tyrone und O’Reilly und gibt außerdem zu, für die toten Gangmitglieder verantwortlich zu sein. Infolgedessen suchen die drei die Wohnung von Mayhem auf und erfahren dort von ihren Plänen. So treffen die vier in einem Stripclub aufeinander, wo Mayhem offenbart, sie wisse, wo weitere entführte Mädchen seien. Doch Tyrone, Tandy und O’Reilly kommen zu spät, da Mayhem die Entführungsopfer bereits befreit hat und sie allerdings einfach auf der Straße zurückgelassen hat, weshalb zwischen Tandy und Tyrone ein Streit über die Legitimität der Handlungen Mayhems entsteht. Durch Tyrones Fähigkeit, die Ängste der Menschen zu sehen, findet das Trio schließlich den eigentlichen Zielort der Mädchen heraus. Dort lenkt Tandy die Entführer ab, während Tyrone weitere Vermisste befreien kann. Als dann jedoch Mayhem auftaucht und die Entführer erschießt, saugt Tyrone sie, wie Connors einst, in sich auf. |           |                                |                  |                      |                                             |                   |                                   |                 |
| 14 | 4         | Willkommen in der Zwischenwelt | Rabbit Hold      | 18. Apr. 2019        | 19. Apr. 2019                               | Amanda Row        | Joy Kecken & J. Holtham           | 0,385 Mio.      |
| Als Tandy und Tyrone zurück in der Kirche sind, offenbart er ihr, dass auch Connors in ihn aufgesogen wurde. Tandy, zuerst enttäuscht, dies erst jetzt zu erfahren, beschließt daraufhin, ebenfalls die Zwischenwelt zu betreten, um Mayhem und Connors zurückzuholen, sodass Tyrone im Mordfall entlastet werden kann. In der Zwischenwelt begegnet Tandy der verletzten Mayhem, mit der sie sich auf die Suche nach einem Ausgang begibt. Dabei finden beide ein Archiv mit Fällen von vermissten Mädchen vor, unter denen auch eine Akte über Tandy ist. Während sie erneut in ihre Vergangenheit eintaucht, macht Mayhem Connors ausfindig und versucht, ihn zu töten, was Tandy im letzten Moment noch verhindern kann. Währenddessen hat O’Reilly Tyrone darüber informiert, dass die Gangmitglieder nun seinen Namen sowie seine Adresse kennen würden. Bevor diese seiner Mutter, die Tyrone seit Monaten nicht gesehen hat, auflauern können, wird sie von Tyrone abgeholt, und beide flüchten in einem gestohlenen Auto. Später werden sie vom Gangmitglied Solomon aufgespürt, können ihn aber überwältigen und weitere Gangmitglieder mit der Finte, die Polizei würde gleich kommen, vertreiben. Im Anschluss benachrichtigt Tyrone O’Reilly über seinen Standort und fordert von ihr, seine Mutter in Sicherheit zu bringen. Doch als andere Polizisten Adina festnehmen und auch Tyrone fast entdecken, wird dieser plötzlich in die Kirche teleportiert. Dort trifft er auf Tandy und sieht, wie Connors aus dem Fenster flüchtet. |           |                                |                  |                      |                                             |                   |                                   |                 |
| 15 | 5         | Engel und Schatten             | Alignment Chart  | 25. Apr. 2019        | 26. Apr. 2019                               | Rachel Goldberg   | Niceole R. Levy & Peter Calloway  | 0,359 Mio.      |
| Tyrone und Tandy streiten sich über ihr weiteres Vorgehen. Während Tandy endlich bei der Suche nach den Zuhältern Erfolge verbuchen möchte, ist Tyrone hingegen fest entschlossen, Connors aufzuspüren, weshalb sich das Team entzweit. Tyrone bitte O’Reilly um Hilfe, wird von dieser aber abgewiesen, da sie die Rückkehr von Connors erneut an Fuchs erinnert. Daraufhin teleportiert sich Tyrone zum Todesort von Billy, wo Connors bereits auf ihn wartet. Doch zu Tyrones Überraschung möchte sich Connors stellen und übergibt Tyrone die Pistole vom Mord an Billy. Nicht wissend, wie er damit umgehen soll, bringt Tyrone Connors zu seinem Vater, wo der korrupte Polizist offenbart, dass eine Anklage nur standhalten würde, wenn auch sein Onkel, ein mächtiger Senator, der damals Billys Mord vertuschte, überführt werden würde. Laut Connors habe dieser eine „Du-kommst-aus-dem-Gefängnis-frei“-Karte, die Tyrone brauche. So verbündet sich letzterer mit der wieder erstarkten O’Reilly, befolgt Connors Anweisungen, findet aber im beschriebenen Versteck keine Akte vor. Daraufhin bringt er Connors zu seiner Mutter, die über den Mörder ihres Sohnes richten soll. Währenddessen hat Tandy versucht, über Andre an die Namen von weiteren Zuhältern zu gelangen, wird von ihm aber an Lia Dewan verwiesen. Diese erzählt ihr von ihrem gewalttätigen Exfreund, der alle Kriminellen, darunter auch die Zuhälter, mit Drogen beliefere. Im Anschluss an das Gespräch sucht Tandy diesen auf und schüchtert ihn und seine Gefolgsleute mit Gewalt ein. Doch als sie auf Lia trifft und dieser von ihrer Tat erzählt, betäubt die Leiterin der Selbsthilfegruppe sie mit einem Elektroschocker, woraufhin Tandy, wie die anderen entführten Mädchen zuvor, in einem Krankenwagen abtransportiert wird. |           |                                |                  |                      |                                             |                   |                                   |                 |
| 16 | 6         | Risse in der Wirklichkeit      | B Sides          | 2. Mai 2019          | 3. Mai 2019                                 | Lauren Wolkstein  | Kate Rorick & Pornsak Pichetshote | 0,311 Mio.      |
| Unter Drogen stehend hat Tandy verschiedene Visionen von ihrem Leben. So ist Tyrone in einer Realität ein Polizist, weshalb Freunde und Familie eine Feier für ihn organisiert haben. Tandys Eltern sind noch zusammen, da sie nach der Explosion der Bohrinsel, als Tandy fast gestorben wäre, erkannten, wie sehr sie sich brauchen. Damals wurde sie von Tyrone gerettet, dessen Bruder Billy überlebte und für den Connors zu einem Mentor wurde. Als nun Tandy und Tyrone in einem Kiosk einkaufen wollen, wird Tyrone aufgrund seiner Waffe für einen Verbrecher gehalten und der Kioskbesitzer schießt auf beide. In diesem Moment betritt Tandy eine andere Realität: Nathan hat die Familie vor Jahren verlassen, woraufhin Tandy einen Job bei Roxxon bekam. Von ihrer Firma wird sie auf eine Bohrinsel, die unter der Leitung von Dr. Mina Hess steht, geschickt, um Probleme mit ungewöhnlich höhen Drücken und Temperaturen zu lösen. Dort trifft sie auf die Hilfsarbeiter Tyrone und Billy, mit denen sie dem Problem nachgeht. Dr. Hess, die eigentlich gegen den Einsatz war, erkennt, dass die Bohrinsel evakuiert werden muss. Als es zu einer Explosion kommt, erwacht Tandy als Trickbetrügerin in New Orleans. Nachdem sie Liam Walsh die Brieftasche entwendet hat, flüchtet sie mit Tyrone in einem von ihm gestohlenen Auto. Bald fängt sie an zu erkennen, dass die Welt um sie herum nicht real ist, und erkennt in einer weiteren Vision, dass Andre Deschaine der geheime Kopf hinter dem Menschenhandelsring ist. Als sie in einem leeren Krankenwagen aufwacht, kontaktiert sie Tyrone und O’Reilly. Gemeinsam mit der Polizei wollen sie Deschaine stellen, doch als es zur Konfrontation kommt, erschießt dieser Tyrone. Wie sich herausstellt, befindet sich Tandy weiterhin unter Drogeneinfluss und Deschaine hat ihr so lange Drogen verabreicht, bis sie sich nicht mehr wehren konnte. |           |                                |                  |                      |                                             |                   |                                   |                 |
| 17 | 7         | Viking Motel                   | Vikingtown Sound | 9. Mai 2019          | 10. Mai 2019                                | Joe Pokaski       | Joe Pokaski                       | 0,306 Mio.      |
| Tandy erwacht in einem Motel, wo sie auf Lia und Andre sowie ein anderes Mädchen namens Del trifft. Als sie die beiden damit konfrontiert, dass sie Mädchen gegen ihren willen festhalten, entgegnet Lia, dass es jedem frei stehe, zu gehen, wann man wolle. Doch zu Tandys Überraschung lehnt Del das Angebot von Lia ab, da es ihr laut eigener Aussage soweit gut gehe, Lia und Andre sich um sie kümmern würden und es draußen niemanden mehr gebe, der sich für sie interessiere. Außerdem offenbart Andre Tandy, dass ihre Kräfte hier keine Wirkung hätten, da es keine Hoffnung gebe. Als Tandy am Abend zu fliehen versucht, wird sie von Del verraten und ruhiggestellt. Unterdessen haben Tyrone und O’Reilly die Suche nach der verschwundenen Tandy aufgenommen. Als Tyrone die Selbsthilfeeinrichtung aufsucht, begegnet er Andre, der ihn manipuliert und ihm suggeriert, Tandy interessiere sich nicht für ihn und habe längst den Bundesstaat verlassen. Im Anschluss sucht Andre Chantelle auf, da er sich von ihr Hilfe gegen seine Migräne verspricht, die er nur durch Schmerzen anderer lindern kann. Als Chantelle ihm offenbart, er sei kurz davor, ein Loa zu werden, zeigt er ihr seine Gabe. So kann er in der Schattenwelt Schallplatten mit Erinnerungen verschiedener Personen abspielen, die bei den Betroffenen im Anschluss Gefühle auslösen. Am selben Ort hält sich auch Mayhem auf, die durch das Abspielen verschiedener Platten Tyrone auf die Spur der Krankenwagen bringt, mit denen die Mädchen entführt werden. So kann er das Motel auffinden, wo er auf Tandy trifft. Diese hat Del bereits vor Augen geführt, dass Lia sie in Bezug auf die von ihr und Tyrone geretteten Mädchen belogen hat, da diese gar nicht tot sind. Als Del mithilfe des Internets erkennt, dass es immer noch Menschen gibt, die sie suchen und vermissen, schöpft sie neue Hoffnung, wodurch Tandy ihre Fähigkeiten zurück erlangt. Gemeinsam mit Tyrone kann sie Lia und ihre Verbündeten überwältigen. Doch als Mayhem in der Schattenwelt damit beginnt, die Schallplatten zu zerstören, droht Tyrone plötzlich, sich in Schatten aufzulösen. Unterdessen versucht Adina abzuwägen, ob sie Connors aus Rache für Billy töten oder zur Entlastung von Tyrone der Polizei überstellen soll. Sie bittet ihn, ihr von der Tat und der darauf folgenden Vertuschung zu erzählen sowie den Ort preiszugeben, an dem er Billys Leiche verscharrt hat. Connors, der große Reue für seine Tat empfindet, folgt dieser Aufforderung. |           |                                |                  |                      |                                             |                   |                                   |                 |
| 18 | 8         | Seite an Seite                 | Two Player       | 16. Mai 2019         | 17. Mai 2019                                | Jessika Borsiczky | Kate Rorick & Joy Kecken          | 0,235 Mio.      |
| Tandy zieht Evita und O’Reilly zu Hilfe, damit sie gemeinsam das Leben von Tyrone retten können. Ein erster Versuch Evitas, den in der Schattenwelt ansässigen Papa Legba zu beschwören, damit dieser Tyrone freigeben kann, führt ins Leere. Tandy und O’Reilly entschließen sich daraufhin, die Schattenwelt erneut zu betreten und so Tyrone aus dieser Zwischenwelt zurückzuholen. Dort trifft Tandy auf Baron Samedi, einen Loa und Herrscher über die Toten, der ihr das Angebot macht, das Spiel „D’Spayre“ zu gewinnen, um sicher in die reale Welt zurückkehren zu können. So tauchen Tandy und der anwesende Tyrone in das Spiel ein und kämpfen sich bis zum Endgegner, Andre Deschaine, durch. Doch Tandy gibt frühzeitig auf, da sie den Sinn hinter der Aktion nicht erkennt. Währenddessen trifft O’Reilly auf Mayhem. Als sich beide annähern, erkennt O’Reilly, dass sie selbst nicht stark genug ist, und überträgt die Kontrolle über sich an Mayhem. In der Zwischenzeit hat Evita durch ihre Tante erkannt, dass sie selbst zu einer Mambo werden muss, um Tyrone zu retten. Als sie die Rituale durchführt und sich anschließend, als Teil ihrer Bestimmung, mit dem Loa Baron Samedi verheiratet, ist letzterer erfreut über das Opfer von Evita und lässt Tyrone, Tandy und Mayhem aus der Schattenwelt gehen. Letztere kündigt im Anschluss an, Andre aufzuspüren. Dieser hat auf seiner Flucht bereits Lia zurückgelassen. Als Tandy später das Haus ihrer Mutter aufsucht, muss sie feststellen, dass diese einen Rückfall hatte. Außerdem findet Evita ihre tote Tante. Unterdessen sucht Adina Pater Delgado auf, damit dieser die durch Connors erhaltenen Informationen zur Entlastung ihres Sohnes an die Polizei übergeben kann, ohne dass Nachfragen zur Quelle gestellt werden. Delgado weigert sich zwar zunächst, da er der Kirche eigentlich den Rücken gekehrt hat, willigt dann jedoch unter der Bedingung ein, Adina zuerst die Beichte abzunehmen. Dabei offenbart sie ihm, dass sie Connors umgebracht hat, nachdem er für sie nicht mehr von Nutzen war. |           |                                |                  |                      |                                             |                   |                                   |                 |
| 19 | 9         | Blue Note                      | Blue Note        | 23. Mai 2019         | 24. Mai 2019                                | Ami Canaan Mann   | Alexandra Kenyon & Peter Calloway | 0,324 Mio.      |
| Acht Jahre vor den Geschehnissen mit Tyrone und Tandy war Andre Deschaine ein Jazztrompeter, der aufgrund von Migräneanfällen seine Karriere beenden musste. In der Nacht, als die Bohrinsel von Roxxon explodierte, wollte er sich umbringen, überlebte den Sturz in die Tiefe jedoch und kam daraufhin im Krankenhaus zu sich. Dort traf er auf die Ärztin Lia, die er davon überzeugen konnte, ihren ungeliebten Job hinter sich zu lassen und sich ihm anzuschließen. Dabei entdeckte er auch erstmals seine Fähigkeiten in der Schattenwelt und gründete daraufhin die Selbsthilfeeinrichtung, um sich an der Verzweiflung anderer zu bereichern. Da sich Andre in der Gegenwart weiterhin auf der Flucht befindet, beschließen auch Tandy und Tyrone, sich Mayhems Suche anzuschließen. Die Frauen können über die Polizei die von Andre zurückgelassene Lia ausfindig machen, von der sie sich Informationen über den Aufenthaltsort von Andre erhoffen, müssen allerdings feststellen, dass Lia von Andre ohne wirkliches Bewusstsein zurückgelassen wurde. So betreten Tandy und Tyrone zusammen die Erinnerungen von Lia, durch die sie in Erfahrung bringen, dass Andre versuchen möchte, die Blue Note zu spielen, so endgültig zum Loa zu werden und dadurch die Stadt unter seine Kontrolle bringen zu können und letztendlich alle Personen in Lias Zustand zu versetzen. Da Lia für Mayhem im Anschluss nicht mehr von Nutzen ist, versucht sie, die Bewusstlose zu erschießen. Doch Tandy glaubt an die Opferrolle Lias, woraufhin es zum Kampf zwischen Tandy und Mayhem kommt, in dessen Folge letztere verschwindet. Unterdessen konnte Tyrone über Solomon ein Treffen der beiden verfeindeten Gangs organisieren. Dessen Anführer zwingt er, zukünftig keine Drogen mehr an Menschenhändler und Zuhälter zu verkaufen und ihm den Aufenthaltsort von Andre zu verraten. So können er und Tandy den Flüchtigen aufspüren, müssen allerdings feststellen, dass er bereits angefangen hat, die Einwohner von New Orleans, darunter auch Mikayla und Tandys Mutter, unter seine Kontrolle zu bringen. Tandy kann Andre in der realen Welt vermeintlich töten, doch in der Schattenwelt wird seine Transformation zum Gott vollendet. Im Anschluss verschwinden alle bereits unter seinem Einfluss stehenden Personen spurlos und die Blue Note ertönt über der ganzen Stadt. |           |                                |                  |                      |                                             |                   |                                   |                 |
| 20 | 10        | Der Showdown                   | Level Up         | 30. Mai 2019         | 31. Mai 2019                                | Philip John       | Joe Pokaski                       | 0,346 Mio.      |
| Bei einer Untersuchung von Mayhem durch Mina stellt sich heraus, dass sie nun ein Hybrid aus ihren beiden Persönlichkeiten ist. Gerade als Mina erklärt, dass Brigid sowohl die Wut von Mayhem als auch die Empathie von Brigid besitzt, verschwindet die Wissenschaftlerin spurlos. Da wie sie viele andere Einwohner aus New Orleans verschwinden, suchen Tyrone und Tandy Evita auf und bitten sie um Hilfe. Diese kann ihnen zwar nicht beantworten, wie sie Andre stoppen können, verrät ihnen aber seinen aktuellen Aufenthaltsort in der Schattenwelt. So öffnet Tyrone ein Portal, das von einer von Evita bewachten, brennenden Kerze offen gehalten wird. Da Andre aus der Schattenwelt Kreaturen schickt, die die Kerze löschen sollen, hilft auch Brigid bei der Verteidigung mit. Gleichzeitig können Tyrone und Tandy den erstarkten Gott in der Schattenwelt aufspüren. Doch Andre bringt die beiden durch seine Musik unter seine Kontrolle und konfrontiert sie mit Erinnerungen aus ihrer Vergangenheit. Schließlich schafft es Tandy, über ihren gewalttätigen Vater hinwegzukommen, und Tyrone kann ein Abbild seiner selbst, das ihm seine Fehler vorhält, besiegen. Im Anschluss befreien sie zusammen die unter Andres Kontrolle stehenden Mikayla, Mina und Melissa und können den Loa mit einem von Tandy erschaffenen Schwert aus Licht besiegen. Später sehen beide, wie die Stadt durch sie zu einem besseren Ort wurde: Lia sitzt im Gefängnis, Solomon hat der Kriminalität den Rücken gekehrt, Tyrone wurde für unschuldig erklärt, Connors als der Mörder von Billy enttarnt und der Senator Asa Henderson der Vertuschung dieses Verbrechens überführt. Des Weiteren hat sich Pater Delgado wieder einem geordneten Leben als Priester zugewandt und Evita den Platz ihrer Tante eingenommen. Im Anschluss verlassen Tyrone und Tandy gemeinsam New Orleans, um auch in anderen Städten für Recht und Ordnung zu sorgen. |           |                                |                  |                      |                                             |                   |                                   |                 |

## Rezeption

### Kritiken
Staffel 1
Die erste Staffel der Serie erhielt überwiegend gute Kritiken. So waren 89 % der 53 Rezensionen bei Rotten Tomatoes positiv. Bei Metacritic erhielt die erste Staffel einen Metascore von 68 von 100 möglichen Punkten.
Gunther Reinhardt von der Stuttgarter Zeitung erklärt, die Serie erzähle keine Hochglanz-Superheldenstory, sondern sei eine spröde Milieustudie, die ein ernüchterndes Bild der sozialen Wirklichkeit in den USA zeichne. S. Spichala von Moviejones führt hierzu aus: „Drogenkonsum, Diebstahl, schwierige Familienverhältnisse, zu verarbeitende Verlust-Traumata, Rachegelüste - und natürlich plötzlich erwachende Superpower, das ist ein komplexes und spannend eingeführtes Paket für die Serienfans.“ Weiter heißt es: „[...] dank sozial- und gesellschaftskritischer Themen durch den Hintergrund beider Hauptcharaktere, der sie bereits in der Doppelfolgenpremiere in arge Schwierigkeiten bringt, ist es im Grunde eine Serie für die ganze Familie.“
Caroline Franke von Variety sieht die Stärken der Serie vor allem in einem vernünftigen Drehbuch, einer sorgfältigen Charakterisierung und dem fast schon surrealen Storytelling. Dadurch und wegen des finsteren Tons hebe sich die Serie von vielen anderen Superheldenserien ab. Des Weiteren führt sie auf, dass großer Wert darauf gelegt werde, die Handlungsstränge der beiden Hauptfiguren nicht voneinander abhängig zu machen, wodurch die eher wenigen gemeinsamen Szenen eine umso größere Bedeutung hätten.
Mike Hale von der The New York Times steht der Serie etwas kritischer gegenüber. Wie er aufführt, seien die ersten vier Episoden fast ausschließlich der Hintergrundgeschichte und Entstehung des Duos gewidmet. Die beiden Hauptdarsteller geben zwar glaubwürdige Darbietungen ab, allerdings verbrauchen sie viel Zeit damit, sich zu streiten und zu erklären, sodass die Serie anfangs etwas langatmig sei und man bis zur Hälfte von ihr warten müsse, um zu sehen, wie die Figuren in Action kommen.
Merrill Barr von Forbes beschreibt dasselbe Problem wie Mike Hale. Die Serie verbrauche zu viel Zeit, um wirklich tief in die Geschichte einzutauchen. Zudem lasse sich aus den ersten Episoden nicht erkennen, wohin die Serie gehen möchte. Allerdings hätte man die Comic-Vorlage geschickt abgeändert, was nicht zuletzt dem Standortwechsel von New York City nach New Orleans zu verdanken sei. Er führt auf, die Serie sei nicht jedermanns, könne aber etwas wirklich großartiges werden, wenn sie eine Balance zwischen Charme und Ernsthaftigkeit schaffe.
Charlie Ridgely von Comicbook.com urteilt, auf dem wenig für gute Dramaserien bekannten Freeform sei Marvel’s Cloak & Dagger eine große Überraschung. Die Serie überzeuge nicht durch Wendungen oder Plottwists, sondern durch Qualität und eine tiefe Aufrichtigkeit der kraftvollen Geschichte über Heldentum und soziale Gerechtigkeit.
Staffel 2
Auch die zweite Staffel wurde positiv aufgenommen und konnte so 86 % der Kritiker auf Rotten Tomatoes überzeugen.
Ridgely äußert sich zu den ersten beiden Episoden der zweiten Staffel, erneut scheue man sich nicht, Probleme aus der echten Welt in der Serie zu verarbeiten. So vereine das Schreibteam rund um Pokaski Themen wie Polizeigewalt, Profiling, Missbrauch und Menschenhandel und vermittle dadurch auch einem jüngeren Publikum, dass diese Probleme real sind. Dies funktioniere sehr gut in Kombination mit dem Superheldendasein der beiden Hauptfiguren, wobei Holt beeindruckende Leistungen erbringen und viel Selbstbewusstsein zeige, während Joseph sich wirklich weiterentwickle. Um beide zusammen werde die Geschichte „mit einer großen Menge an Sorgfalt behandelt“, wobei durch Lahanas Figur Aufregung und Nervenkitzel komme. So sei es eine gute Mischung aus „Freude, Schmerz, Staunen und Intrigen“.
Monique Jones von Slashfilm.com steht der zweiten Staffel zwiegespaltener gegenüber. So stelle sich für sie die Frage, ob es wirklich diese ganze Staffel benötigt hätte, um die Hauptfiguren dorthin zu bringen, wo sie am Ende seien. Dabei führt sie als Kritikpunkte auf, dass einige Auflösungen von Nebenhandlung die eigentliche Geschichte nicht voranbrächten und dass manche charaktervertiefende Szenen zu langweilig seien. Ebenso sei es schade, dass am Ende der Staffel, die erst im Laufe der Zeit ihre eigenen Regeln ausformuliere, Teile der finalen Auflösungen nicht visuell gezeigt, sondern nur beschrieben werden. Trotzdem überzeuge das Ende, bei dem die Hauptfiguren endlich das Recht hätten, ihre Superheldenkostüme zu tragen. Diese würden widerspiegeln, was sie alles im Laufe der Staffel durchgemacht haben und woran sie gewachsen seien, sodass sie Frieden mit ihrer Vergangenheit schließen und nun für Gerechtigkeit in der Gegenwart kämpfen würden. Das gute Finale biete zudem einen befriedigenden Cliffhanger, der Lust auf mehr mache. Insgesamt beschreibt Jones die zweite Staffel als vielschichtig und komplex. Die Serie verdeutliche noch einmal, dass sie andere, zeitgemäßere Botschaften als vergleichbare Serien vermitteln möchte, und rege dabei auch zum Nachdenken über soziale Themen an. Ebenfalls positiv hervorzuheben sei, dass erstmals kleinere Verbindungen zum restlichen Marvel Cinematic Universe hergestellt werden: so gibt es eine Anspielung auf Luke Cage und das Ende der neunten Episode könne als Anspielung auf des Ende von Avengers: Infinity War interpretiert werden.
Pierre Schulte von Filme.de teilt diese Einschätzung von Jones, urteilt jedoch, dass es am Ende der Staffel den „großen Cliffhanger“ nicht gebe, die Geschichte gut abgeschlossen sei und das Ende somit auch als Serienfinale dienen könne. Für ihn mache die zweite Staffel nicht viel anders als die vorherige, einzig die Schwächen seien noch deutlicher zu spüren. So sei die Geschichte größtenteils sehr langsam erzählt, teilweise bleibe sie komplett stehen, der von Brooklyn McLinn verkörperte Andre Deschaine sei ein typischer „0815-Bösewicht“ und die nur gering vorhandene Action sowie das CGI seien für Fernsehproduktionen im unteren Durchschnitt. Positiv hebt Schulte hervor, die beiden Hauptdarsteller hätten eine gute Chemie und würden die Charaktertiefe vorantreiben. Optisch sei jede Folge wie ein Kunstwerk gestaltet und dazu mit einem gelungenen Soundtrack unterlegt, was zusammen mit der Kulisse New Orleans eine gute Atmosphäre erzeuge. Das Ende sei hingegen nur „ganz nett“, obwohl es spektakulär sein möchte.

### Auszeichnungen
People’s Choice Awards 2018
- Nominierung als Sci-Fi/Fantasy Show of 2018[52]

Saturn-Award-Verleihung 2019
- Nominierung als Beste Superheldenserie[53]

Teen Choice Awards 2018
- Auszeichnung als Choice Summer TV Show Star (Olivia Holt)
- Nominierung als Choice Summer TV Show
- Nominierung als Choice Summer TV Show Star (Aubrey Joseph)[54]

Teen Choice Awards 2019
- Nominierung als Choice Sci-Fi/Fantasy TV Actor (Aubrey Joseph)
- Nominierung als Choice Sci-Fi/Fantasy TV Actress (Olivia Holt)[55]